# 阮輝爣
阮輝爣（越南语：／；1751年—1817年），《大南實錄》作“阮輝儻”，原名阮兼（越南语：／），越南後黎朝、阮朝官員。

## 生平
阮輝爣是山西鎮國威府慈廉縣西儋社（今屬河內市北慈廉郡西就坊）人，景興十二年（1751年）出生。景興四十年（1779年），考中進士。黎末歷任東閣校書、宣光鎮督同。西山朝時，隱居不仕。阮朝嘉隆初，召授勤政殿學士，出任山南下鎮督學，不久罷官。
嘉隆十六年（1817年），阮輝爣去世。